# Paracorymbia stragulata
Paracorymbia stragulata là một loài bọ cánh cứng trong họ Cerambycidae.

## Hình ảnh

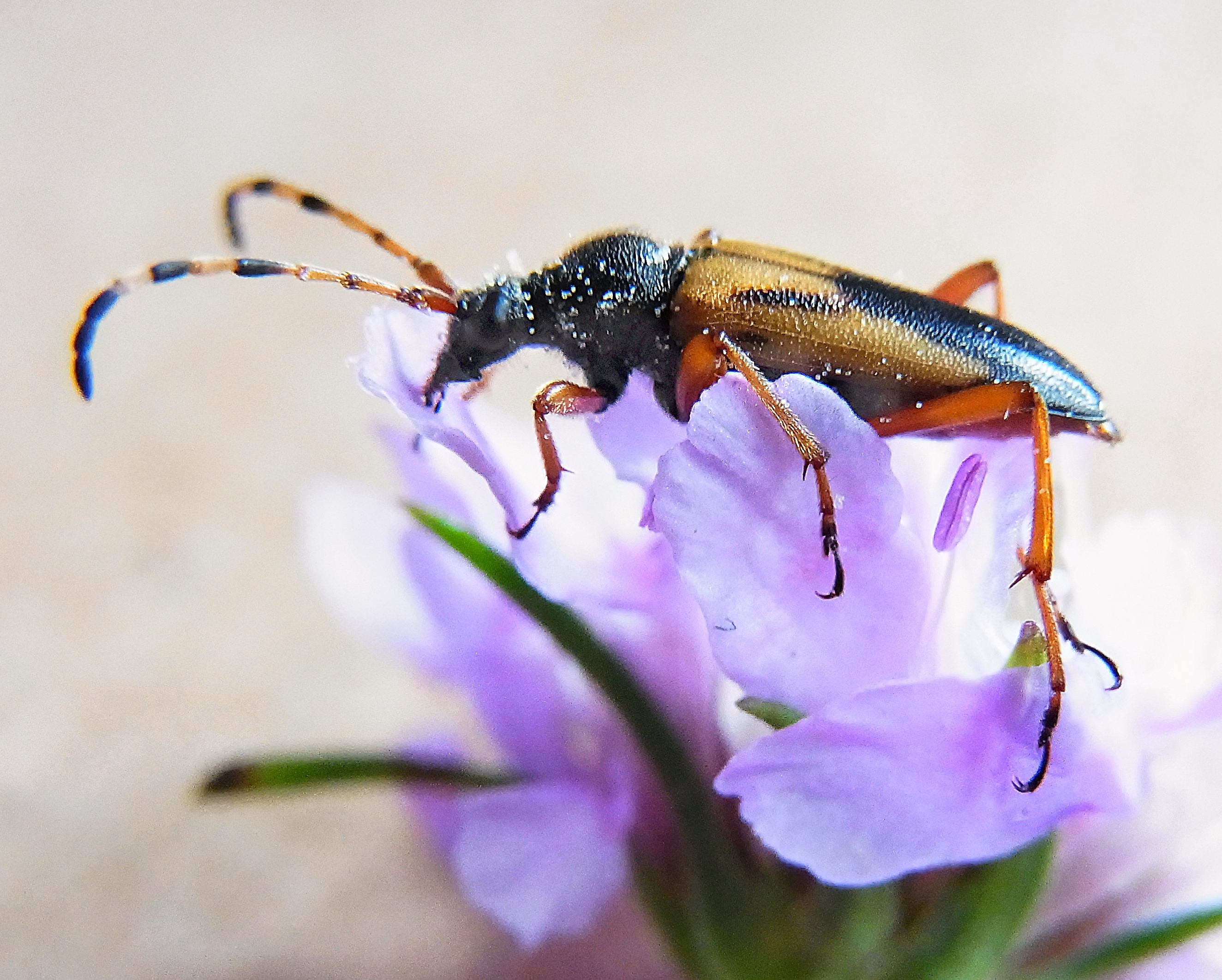
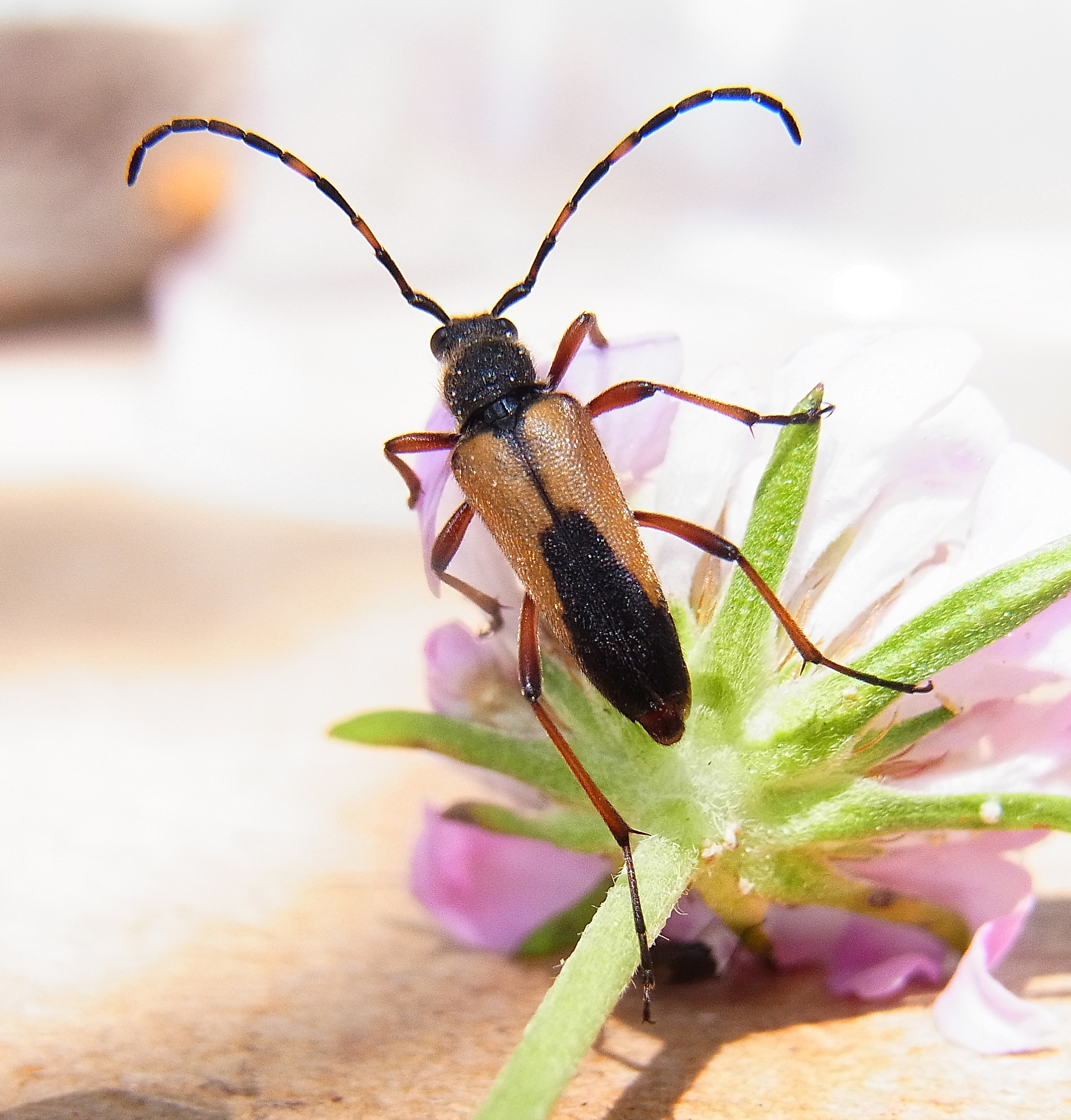
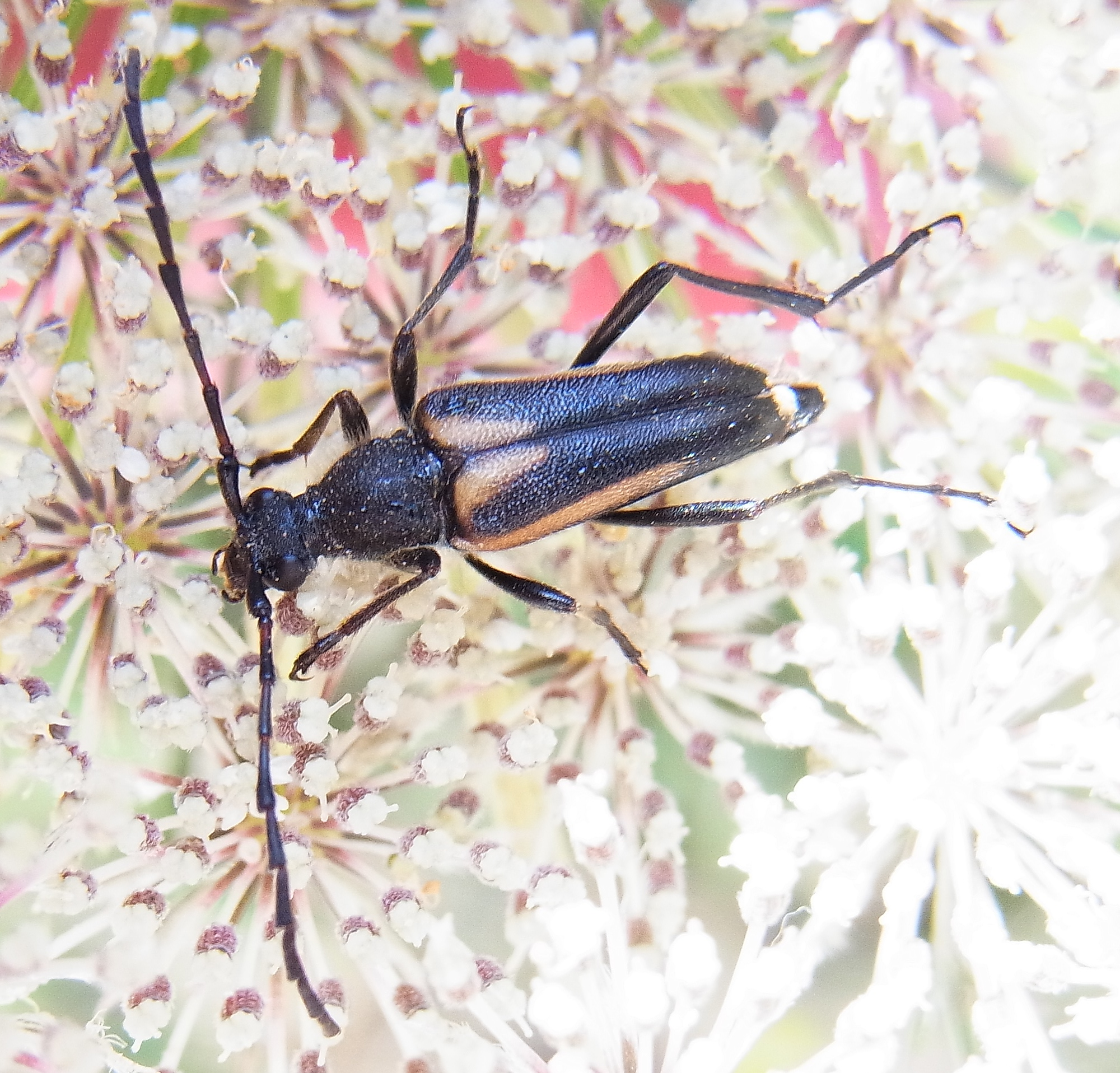
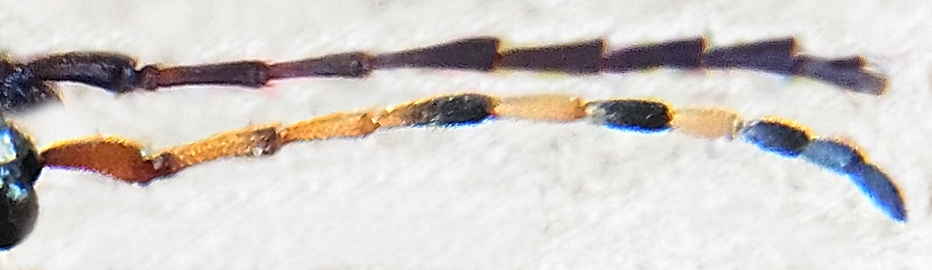